# Гейм
Гейм — частина матчу в деяких видах спорту, наприклад у тенісі чи у бриджі.

## Теніс
В тенісі існує два види геймів: стандартний та тай-брейк гейм.

### Стандартний гейм
У тенісі гейм — відрізок сету, в якому право подачі належить виключно одному із супротивників, який повинен чергувати її, подаючи в ліву й праву половину корту.
Стандартний гейм має наступний рахунок, рахунок гравця, що подає, називається першим:
- Немає очок — «Нуль»
- Перше очко — «П'ятнадцять»
- Друге очко — «Тридцять»
- Третє очко — «Сорок»
- Четверте очко — «Гейм».

За винятком випадку, коли обоє гравців (пари) виграли по три очки, тоді рахунок оголошується «Рівне». Після «Рівне» рахунок стає «Більше» убік того гравця (пари), що виграв наступне очко. Якщо той же гравець виграє і наступне очко, цей гравець виграє «Гейм», якщо ж наступне очко виграє суперник, рахунок знову стає «Рівне». Гравець (пари) повинен виграти два очка поспіль після рахунку «Рівне», щоб виграти «Гейм».
Для перемоги у сеті потрібно виграти принаймні 6 геймів і принаймні на два більше, ніж супротивник. При рахунку 6:6 за геймами у більшості турнірів грається тай-брейк.

### Тай-брейк гейм
Під час тай-брейка очки рахуються в такий спосіб «Нуль», «Один», «Два», «Три» і так далі. Гравець, першим що виграв 7 очок з перевагою не менш двох очка над суперником, виграє «Гейм» та «Сет». При необхідності, тай-брейк триває доти, поки перевага у два очки не буде досягнуто.
Гравець, чия черга подавати, подає перший розіграш на тай-брейку. Наступні два розіграші подає його суперник (у парному матчі — пари суперник, у відповідність із черговістю подач у парі). Далі, кожен гравець (пари) подає по черзі по два послідовні розиіграші до кінця тай-брейка. У парному матчі черговість подач на тай-брейкеу повинна відповідати черговості подач у сеті.
Гравець або пара, які починали подавати на тай-брейку, повинні приймати в першому геймі наступного сету.

## Бридж
Для перемоги у геймі потрібно набрати 100 очок. Робер грається із трьох геймів.